# Algebra wolna
Algebra wolna – uogólnienie pojęcia pierścienia wielomianów na nieprzemienne struktury algebraiczne.

## Definicja
Niech {\displaystyle K} będzie klasą algebr ogólnych tego samego typu oraz niech {\displaystyle A\in K.} Podzbiór {\displaystyle S\subseteq A} nazywamy zbiorem wolnych generatorów algebry {\displaystyle A} w klasie {\displaystyle K} wtedy i tylko wtedy, gdy dla każdego przekształcenia {\displaystyle f\colon S\to B\in K} istnieje dokładnie jeden taki homomorfizm {\displaystyle h\colon A\to B,} że
{\displaystyle h|_{S}=f.}
Jeśli dla danej algebry {\displaystyle A} istnieje jej zbiór wolnych generatorów w klasie {\displaystyle K,} to nazywamy ją algebrą wolną w klasie {\displaystyle K.}
Innymi słowy, zbiór wolnych generatorów algebry, to taki jej podzbiór, że każde jego przekształcenie w inną algebrę tego samego typu da się jednoznacznie przedłużyć do homomorfizmu na całą algebrę.

## Własności
- Jeśli {\displaystyle K} jest klasą algebr, a {\displaystyle S} jest zbiorem wolnych generatorów algebry {\displaystyle A} w klasie {\displaystyle K,} to {\displaystyle S} generuje algebrę {\displaystyle A,} tzn. {\displaystyle A} jest najmniejszą w sensie inkluzji algebrą zawierającą zbiór {\displaystyle S.}
- Jeśli {\displaystyle K} jest klasą algebr, {\displaystyle S_{1},S_{2}} zbiorami wolnych generatorów algebr {\displaystyle A_{1},A_{2}} w klasie {\displaystyle K,} to każde przekształcenie {\displaystyle f\colon S_{1}\to S_{2}} można jednoznacznie przedłużyć do homomorfizmu {\displaystyle h\colon A_{1}\to A_{2}.} Homomorfizm {\displaystyle h} jest izomorfizmem wtedy i tylko wtedy, gdy {\displaystyle f} jest bijekcją.
- Jeśli {\displaystyle A_{1},A_{2}} są algebrami wolnymi w {\displaystyle K} oraz ich zbiory wolnych generatorów są równoliczne, to algebry te są izomorficzne.

## Przykłady
- Przykładem algebry wolnej jest grupa wolna. Każda podgrupa grupy wolnej jest grupą wolną.
- Baza przestrzeni liniowej jest zbiorem wolnych generatorów (twierdzenie o przekształceniu liniowym zadanym na bazie) – innymi słowy, przestrzenie liniowe są modułami wolnymi nad ciałami.